# Il falconiere (film)
Il falconiere è un cortometraggio muto italiano del 1910 diretto da Oreste Mentasti.